# Cynthia Cleese
Cynthia Cleese (ur. 17 lutego 1971) – brytyjska aktorka.
Jest córką brytyjskiego komika i aktora komediowego Johna Cleese’a oraz amerykańskiej aktorki Connie Booth. Wystąpiła u boku swego ojca jako Portia w filmie Rybka zwana Wandą (1988). Zagrała również w filmie Lemur zwany Rollo (1997).
W 1995 roku poślubiła amerykańskiego scenarzystę Eda Solomona.